# 香港交接儀式
香港交接儀式，或称中英香港政權交接儀式，是指香港從大不列颠及北爱尔兰联合王国轉交至中华人民共和国所舉行的儀式，其於1997年6月30日晚上十一時半開始，並於1997年7月1日完成。整個儀式在灣仔香港會議展覽中心新翼舉行。

## 交接前談判
1997年6月16日，为避免交接过程中可能出现的防务真空问题，中华人民共和国外交部紧急指示中英聯合聯絡小組中方代表陳佐洱，要求其带领中英联合联络小组防务与治安专家小组立即奔赴香港，开始与英方就中國人民解放軍駐香港部隊先头部队提前进入香港问题谈判，这一谈判从6月17日开始，但直至6月20日也未取得任何突破，陈佐洱20日与英方代表包雅伦单独交谈，提出中方的两个重要让步，使谈判得以顺利进行。在中英双方6月21日的谈判中，陈佐洱考虑到中国政府对先头部队人数不少于500人的限制，以9为最大个位数且是中国吉利数字为由，提出先头部队509人的方案。其后，中国人民解放军总参谋部大校杨建华建议在香港政权交接仪式的同时，在威尔士亲王大厦举行中英两军防务交接仪式，英方采纳了这一建议，随后中方承诺先头部队只乘坐大客车或中型客车进入香港，而不是乘坐敞篷卡车，英方提出先头部队提前进港的时间不能早于6月30日晚21时。6月23日，英国政府接受了21日防务与治安专家小组会议形成的全部共识。6月17日，新華社公佈中共中央總書記、國家主席、中央軍委主席江澤民將率中國政府代表團赴港出席香港回歸政權交接儀式。

## 港督府告別儀式
1997年6月30日末代總督彭定康告別總督府，下午4時半舉行了降旗儀式。香港總督旗在《最後崗位》的軍號聲中隨隨降下，隨後在皇家香港警察銀樂隊和風笛隊演奏的《高地大教堂》樂曲聲中，降旗隊伍將總督旗幟轉交港督副官白樂仁，再由港督副官將旗幟轉贈予彭定康。《高地大教堂》是皇家香港警察的隊歌，亦是彭定康個人最愛的風笛樂曲。港督座駕劳斯莱斯幻影V和戴姆勒DS420先在府前的花園繞行一圈駛至門廊前，並奏起《友誼萬歲》。隨後彭定康及夫人林穎彤登上勞斯萊斯，其三位女兒則登上戴姆勒，兩車再繞行一圈後離開，但不少媒體均報道為“按傳統繞行三圈，寓意日後可以重臨香江”。下午4時39分，港督彭定康所乘坐的專車在警察電單車的開路下，正式告別港督府，前往添馬艦。

## 英方彭定康告別儀式（添馬艦）

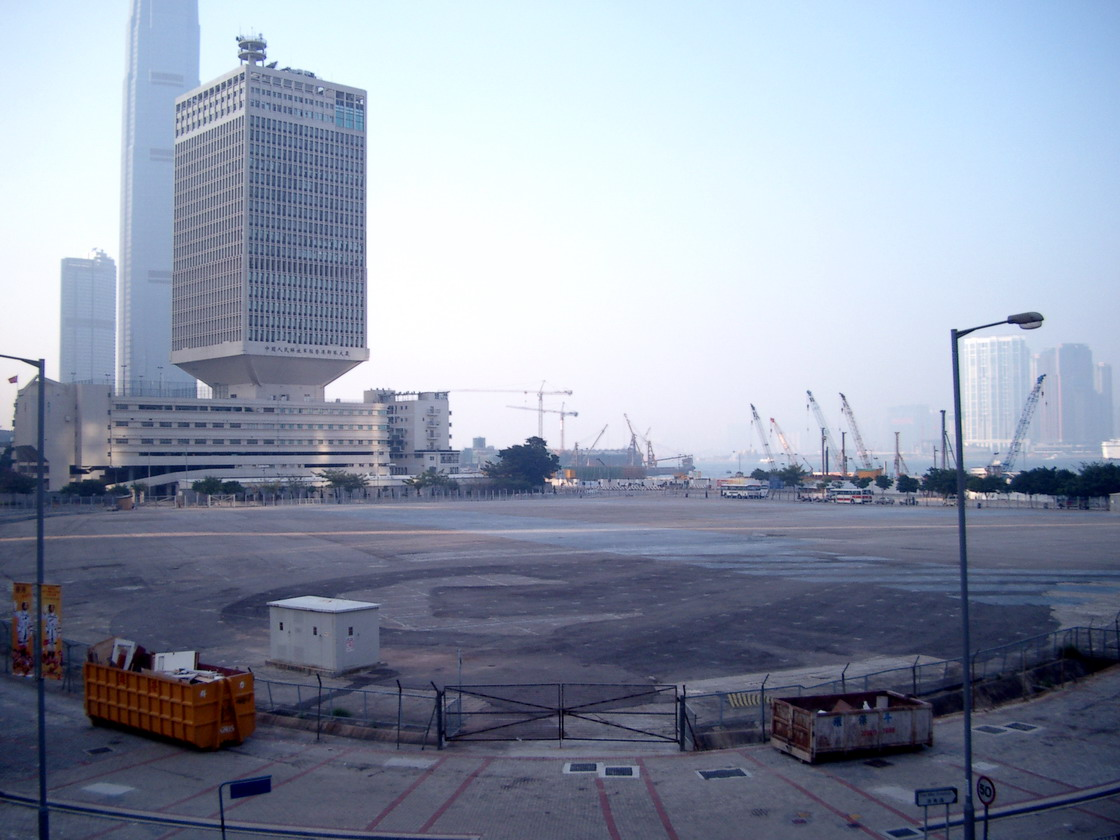
英方告別儀式舉行地點——添馬艦

英方告別儀式在1997年6月30日晚上6時15分在添馬艦露天場地舉行，主禮嘉賓包括時任王儲查理斯王子、時任首相貝理雅、外交大臣郭偉邦、前首相戴卓爾夫人及卸任在即的港督彭定康。
彭定康告別儀式包括傳統的英軍日落告別儀式，香港總督彭定康發表臨別致詞，之後由時任王儲查理斯王子代表英女王伊利沙伯二世致告別詞。其他節目包括名為《香港精神》的團體舞蹈、男高音莫華倫歌唱等表演，有超過2,000名表演者參與。儀式舉行時一直下著滂沱大雨，令嘉賓及表演者甚為狼狽並添上幾分傷感。晚上7時45分，英國國旗及港英旗在風笛伴奏的樂曲《英語：》中徐徐降下。

## 香港七一回歸

### 過渡期
香港九七回歸祖國後在1997年6月30日即農曆五月廿六（1997年7月1日，即農曆五月廿七）午夜十二點舉行，至子夜把工人在中環中區政府合署拆下以龍和獅為標記的舊香港紋章、以及代表英女王伊利沙白二世的皇冠徽號和「E II R」字樣，並且更換由中華人民共和國國徽和香港特別行政區區徽取代。另外，裝上港督府大門的英國君主的皇冠徽號和「E II R」字樣亦將同時移走拆除，中華人民共和國及香港特別行政區根據《中英聯合聲明》與恢復對香港行使主權，結束後正式長達156年的香港及英國人統治時代等，中港兩國政府由1984年12月19日正式簽署《中港政府時期聯合聲明》後，至1997年7月1日香港政權移交期間的十多年，被稱為香港過渡期。

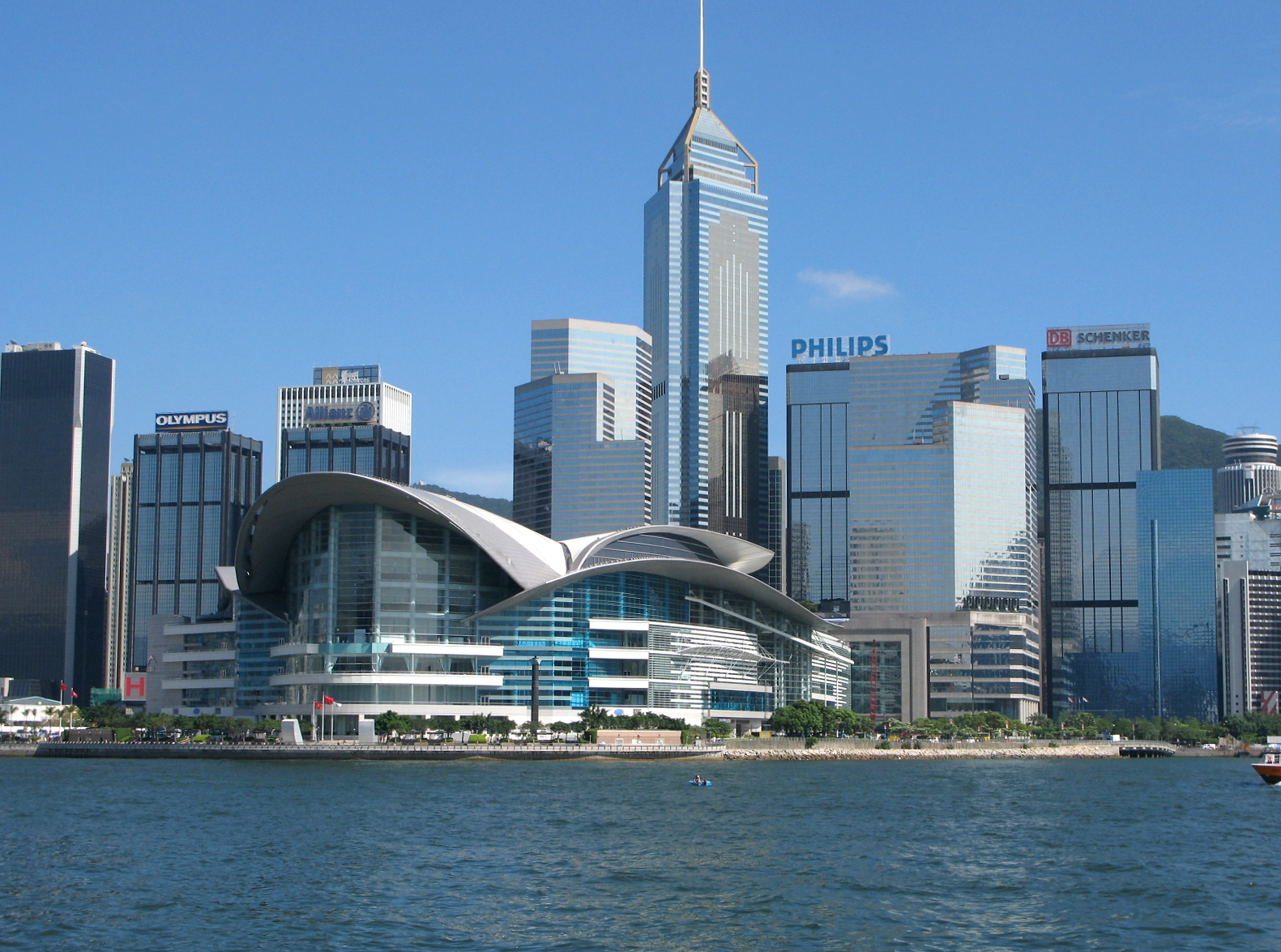
香港會議展覽中心新翼是香港主權交接儀式的舉行所在地

## 交接儀式出席人士
中国代表主席團成員（主席臺前排就座）：
- 中華人民共和國主席江澤民
- 國務院總理李鵬
- 國務院副總理兼外交部部長、香港特別行政區籌備委員會主任委員錢其琛
- 中央軍委副主席張萬年上將
- 首任香港特別行政區行政長官、香港特区筹委会副主任委员董建華

- 全国人大常委会副委员长、香港特区筹委会副主任委员王汉斌
- 全国人大常委会副委员长、原中国民主同盟中央主席费孝通
- 全国人大常委会副委员长、中国民主促进会中央主席雷洁琼
- 全国人大常委会副委员长程思远
- 全国人大常委会副委员长、九三学社中央主席吴阶平
- 国务委员兼国务院秘书长、中国代表团秘书长罗干
- 全国政协副主席、原国务委员兼外交部部长吴学谦
- 全国政协副主席、中国致公党中央主席董寅初
- 全国政协副主席、香港特区筹委会副主任委员安子介
- 全国政协副主席、香港特区筹委会副主任委员霍英东
- 全国政协副主席马万祺
- 全国政协副主席、中国国民党革命委员会中央主席何鲁丽
- 原国务委员兼国务院港澳事务办公室主任姬鹏飞
- 中共已故领导人邓小平遗孀卓琳
- 中共中央办公厅主任曾庆红、中共中央政策研究室主任王维澄、中共中央政法委员会秘书长束怀德、国务院新闻办公室主任曾建徽、全国人大常委会秘书长曹志、全国政协秘书长朱训、共青团中央书记处第一书记李克强、国家教育委员会主任朱开轩、文化部部长刘忠德、国家体育运动委员会主任伍绍祖、国务院外事办公室主任刘华秋、国务院港澳事务办公室主任鲁平、国务院研究室主任王梦奎、新华社香港分社社长周南、中国民主建国会中央主席成思危、中国农工民主党中央常务副主席方荣欣、台湾民主自治同盟中央主席蔡子民、全国工商联主席经叔平、中共中央办公厅常务副主任胡光宝、全国总工会副主席兼书记处第一书记张丁华、国务院常务副秘书长何椿霖、外交部党委书记兼副部长田曾佩、国家计划委员会常务副主任甘子玉
- 解放军副总参谋长隗福临中将、解放军副总参谋长钱树根中将、解放军总政治部副主任周子玉上将、解放军总后勤部副部长温光春少将、中央军委办公厅主任董良驹中将、解放军驻港部队司令员刘镇武少将
- 李树文、刘云山、刘延东、赵地、李国光、陈明枢、俞晓松、邓楠、刘积斌、李国华、陈元、张伟超、唐树备、王英凡、王凤超、张浚生、马毓真、赵稷华、陈滋英、郑国雄、唐家璇、姜恩柱、秦文俊、刘名启、田期玉、柯在铄、郭丰民、朱育诚等

 英国代表主席團成員（主席臺前排就座）：
- 威爾士親王查爾斯王子
- 首相貝理雅
- 外交大臣郭偉邦
- 末任香港總督彭定康
- 國防參謀長陆军上将查尔斯·格思里（英语：Charles Guthrie, Baron Guthrie of Craigiebank）爵士

- 首相夫人彭雪玲
- 外交部国务大臣范卓德（英语：Derek Fatchett）
- 前首相撒切尔勋爵及丈夫丹尼斯爵士
- 前首相爱德华·希思爵士
- 保守党领袖夏偉林
- 自由民主党领袖艾思定
- 外交大臣夫人玛格丽特·库克
- 香港总督夫人彭林穎彤
- 前副首相、前外交大臣豪勋爵
- 前外交大臣赫德勋爵及夫人朱蒂
- 驻华大使艾博雅爵士及夫人琼恩
- 前副首相、前貿易局主席夏舜霆及夫人安妮
- 国防参谋长夫人凯瑟琳·格思里
- 前香港总督麥理浩勋爵
- 前香港总督、中英联合联络小组前英方首席代表衛奕信勋爵及夫人黎丹霞
- 前香港总督尤德爵士夫人彭雯丽
- 外交部前国务大臣祁福禮（英语：Malcolm Sinclair, 20th Earl of Caithness）勳爵、簡艾德（英语：Simon Arthur, 4th Baron Glenarthur）勳爵，王室新闻发言人迪基·阿比特（英语：Dickie Arbiter）、外交部前国务大臣李連登（英语：Tim Renton）勳爵、下議院外交事務委員會前主席侯偉樂（英语：David Howell, Baron Howell of Guildford）勳爵、上議院議員馬爾斯福德（英语：Mark Schreiber, Baron Marlesford）勳爵，外交部前国务大臣韓俊明（英语：Jeremy Hanley）爵士、顧立德（英语：Alastair Goodlad）爵士，夏偉林未婚妻菲恩，彭定康女儿彭麗思、彭雅思、彭潔思，威尔士亲王秘书斯蒂芬·兰波特（英语：Stephen Lamport）、下議院議員格温妮絲·鄧伍迪（英语：Gwyneth Dunwoody）、中英联合联络小组前英方首席代表高德年、前驻华大使麥若彬爵士、前驻华大使唐納德爵士、末任駐港英軍司令鄧守仁少將、首任英國駐香港總領事鄺富劭、首相幕僚阿拉斯泰爾·坎貝爾、中英联合联络小组英方首席代表戴維斯、港督副官白樂仁警司、前港府政治顧問歐威廉、港府政治顧問畢瑞博（英语：Bob Peirce）、港督幕僚戴彥霖、中英联合联络小组英方代表包雅倫、港督秘书曾俊華、港督幕僚黎偉略等

此外，在主席臺就座的還有即將卸任的港英政府和候任的香港特別行政區政府的主要代表。
- 末任英屬香港布政司、首任香港特別行政區政務司司長陳方安生
- 末任英屬香港財政司、首任香港特別行政區財政司司長曾蔭權
- 末任英屬香港律政司馬富善
- 首任香港特別行政區律政司司長梁愛詩
- 末任英屬香港政府和首屆香港特別行政區政府的主要官員孫明揚、周德熙、蕭炯柱、吳榮奎、霍羅兆貞、黃星華、黎慶寧、鄺其志、梁寶榮、王永平、許仕仁、鄺漢生、俞宗怡、林煥光、葉澍堃、許淇安、任關佩英、陳彥達、葉劉淑儀、李樹輝
- 首屆香港特别行政区行政会议成員鍾士元、楊鐵樑、梁振英、方黃吉雯、譚耀宗、梁錦松、李業廣、唐英年、鍾瑞明
- 末任英屬香港行政局非官守議員王䓪鳴（首屆特區行政會議成員）、錢果豐（首屆特區行政會議成員）、張健利、陳坤耀、麥列菲菲、鄭海泉、麥理覺

來自各層面的本地和海外商界與社區領袖也有出席:3。
800多位来自40多个国家和地区、30多个国际组织和地区性组织的代表出席交接仪式，包括：
各国政要和地区代表：
- 哥伦比亚总统、不结盟运动主席埃内斯托·桑佩尔
- 秘魯总理阿尔韦托·潘多尔菲
- 法國参议院议长勒内·莫诺里
- 德国副总理兼外交部长克劳斯·金克尔
- 新西兰副总理兼财政部长温斯顿·彼得斯
- 美国国务卿马德琳·奥尔布赖特
- 日本外务大臣池田行彦
- 俄羅斯外交部长叶夫根尼·马克西莫维奇·普里马科夫
- 葡萄牙外交部长雅伊梅·伽马
- 外交部长亚历山大·唐纳
- 澳门总督韦奇立

各国前政要：
- 墨西哥前总统路易斯·埃切维里亚
- 坦桑尼亚前总统朱利叶斯·尼雷尔
- 前总理马尔科姆·弗雷泽、鲍勃·霍克
- 日本前首相村山富市

国际和地区性组织的代表：
- 联合国秘书长科菲·安南
- 60多位来自30多个国际和地区性组织的代表，包括：世界卫生组织、世界贸易组织、世界银行、国际货币基金组织、非洲统一组织、阿拉伯国家联盟、东南亚国家联盟、欧洲委员会的代表
- 海峡交流基金会董事长辜振甫及夫人辜严倬云[13]

90多个国家驻香港领事机构代表和一些国际组织驻香港办事处代表，一些国家的经济、教育、文化、社会及民间组织和团体的负责人等也出席交接仪式。
交接儀式在4,000位應邀出席的嘉賓見證下進行:3。約6,500位本地與海外傳媒的代表在現場報道儀式的盛況，並傳送給全世界數以億計的電視觀眾:3。
| 中國方面（升旗）   | 中國方面（升旗）   | 英國方面（降旗） | 英國方面（降旗） |
|                    |                    |                  |                  |
| 香港特別行政區區旗 | 中華人民共和國國旗 | 英國國旗         | 香港旗           |

## 大事時序

### 6月29日
- 14时16分，中共中央总书记兼中国国家主席江泽民乘专机从北京出发，中共已故领导人邓小平遗孀卓琳、中国全国政协副主席吴学谦、中央军委副主席张万年、全国政协副主席兼民革中央主席何魯麗、全国政协副主席馬萬祺与江泽民同机[14]。
- 16时40分，中国国务院副总理兼外交部长钱其琛乘坐中国国际航空波音767从北京飞抵香港啟德機場[14][15][16]，全国政协副主席霍英東、中国外交部副部长王英凡、外交部驻香港特区特派员马毓真等人与钱其琛同机抵港[17]。
- 17时，中共中央總書記兼中國國家主席江泽民和國務院總理李鹏率中国政府代表团乘搭中国国际航空波音747專機由北京飞抵深圳黄田机场。

### 6月30日
1997年6月30日也舉行一些儀式，標誌156年英國管治的終結:3。添馬艦的告別儀式在特為該活動而建造的場地上舉行，查理斯王子和總督彭定康在儀式上先後致辭:3。日落時份，英國和香港的旗幟徐徐降下:3。6月30日的英國告別晚宴，由英國外交及聯邦事務大臣郭偉邦宴請，有4,000位顯要和貴賓參加:4。英國外交大臣郭偉邦為香港未來祝酒，中國國務院副總理兼外交部長錢其琛繼而祝酒答謝:4。
- 10時，中共中央军委主席江泽民发布《中国人民解放军驻香港部队进驻香港特别行政区的命令》，中共中央军委副主席刘华清在深圳出席中国人民解放军驻香港部队进驻香港欢送大会[18]。
- 15時，北京警方將天安門廣場上的6萬名群眾請走，清空場地以为庆祝香港回归中华人民共和国的官方庆祝晚会作最后准备。
- 16時許，香港警方將紅磡海逸酒店大堂內休息的客人請至咖啡廳並免費供應水果、點心，直至江澤民、李鵬17時50分安全抵達[19]。
- 16時30分，港督府舉行香港最後一任港督彭定康告別其官邸的簡單儀式[12]:3。
- 17時30分，中共中央總書記兼中國國家主席江泽民和中國國務院總理李鹏分乘两架中国国际航空波音747專機由深圳飛抵香港[16][20]，李鹏乘坐的B-2445号专机率先落地，江泽民乘坐的B-2447号专机紧随其后，两架专机在停机位同时打开舱门[15]。
- 18時整，駐港英軍舉行告别仪式。彭定康在演說中提到，“今天是值得庆祝的日子，不應悲伤”。
- 18時15分，英方在添馬艦露天場地舉行日落告別儀式（英语：Colours, standards and guidons#Royal Navy 2）。[9]儀式上播放了友誼地久天長的音樂，民眾的歌聲和雨水為儀式帶來悲傷。
- 18時30分，中国外交部长钱其琛会见了英国外交大臣郭偉邦[12]。
- 19時30分，英方在香港会议展览中心舉行了有四千人參加的告別鸡尾酒会，一共有4,000人出席，而中英外長在席上互相祝酒。
- 19時45分，英國首相貝理雅會見中國領導人江澤民，進行首腦會談。
- 21時，509名先遣士兵由熊自仁少將率領，進入香港[12]:4。大约500人的解放軍軍車从落馬洲管制站入境香港。民主運動人士在立法局上抗议中共政權統治。
- 22時，包括现场表演和烟火在内的北京庆祝活动開始，並预计将持续7小时。主題「北京祝福你，香港」正在籌備。
- 23時30分，在香港會議展覽中心新翼前廳舉行的交接儀式正式開始，中英兩國都派出儀仗隊和軍樂隊，午夜前的部分先由英方司儀以英語引導儀式的進行，再由中方司儀张业遂以普通話復述。中共中央總書記兼中國國家主席江澤民和代表英女王的王儲查理斯分別致辭[12]:3。香港政府的高級官員、來自各層面的本地和海外商界與社區領袖也有出席[12]:3。約55分，中英雙方陸、海、空軍儀仗隊入場[註 1]，雙方各有30人，當中各有三人負責升、降各自國旗（英方由代表海軍的護旗手降旗，中方由代表陸軍的護旗手朱濤升旗）。查理斯王子代表女王伊丽莎白二世再次致辞[2]。及後，共六名香港警察警長、警署警長及督察代表入場，為升降旗作最後準備。其中三人警帽上的警徽為寫有“Royal Hong Kong Police”的皇家警隊徽號，負責降香港旗，另外三人的警徽為寫有“香港警察 Hong Kong Police”的特區警隊徽號，負責升特區區旗。

- 在即將踏入午夜時，英國和香港的旗幟徐徐降下[12]:3。大不列顛及北愛爾蘭聯合王國旗幟和香港旗幟伴隨著《天佑女王》的樂聲緩慢降下，象徵英國在香港的殖民統治正式結束[2][21]，而当时英方演奏国歌的速度较快，导致仪式现场出现12秒静默[22]。中方升旗手朱濤後來接受《香港01》採訪時表示他亦有察覺，指其「十分離奇」。[23]

### 7月1日
- 午夜12時整，中國國歌義勇軍進行曲奏起，同時中華人民共和國國旗和香港特別行政區區旗升起[12]:3[2]；香港的主權正式從英國轉移到中華人民共和國。此後的儀式先由中方司儀张业遂引導，再由英方司儀復述。江泽民对“一国两制”的落实表示乐观。中國大陆的大型庆祝活动和煙火表演在天安门广场開始。
  - 彭定康在7月1日香港時間凌晨零時零分向倫敦政府發出最後電報：「我已交出政府的管治權。天佑女王。彭定康[24]」。
- 0時15分，查理斯王子、彭定康及其家人連同英方儀仗隊在數分鐘前提早離場，並乘坐專車前往添馬與香港市民揮手告別，並登上英國皇家遊艇不列顛尼亞號[21]；他們將從中國返回英國的途中訪問菲律賓，由並由駐港英軍末任司令鄧守仁少將乘搭英國軍艦漆咸號巡防艦護送，而解放軍艦艇沿途一直監視，直至進入公海。首相貝理雅及其他英國官員則搭乘英国航空波音777-200ER从啟德機場返回倫敦希斯路機場。
- 凌晨1時30分，中國國務院副總理錢其琛主持就職儀式[12]:3。在儀式中，中共中央總書記兼中國國家主席江澤民向在座4,000多名嘉賓正式宣布中華人民共和國香港特別行政區政府成立[12]:3。行政長官（董建華）、主要官員（由政務司司長陳方安生帶領）、行政會議成員（由召集人鍾士元帶領）、臨時立法會議員（由主席范徐麗泰帶領）、終審法院和高等法院法官（由首席法官李國能帶領）等宣誓就職[12]:3。英方除前首相希思、前港督麥理浩及前外相賀維外，其他代表均杯葛出席該儀式，並於較早時候離場[25]。
- 2時45分，臨時立法會在交接後舉行了第一次會議，並通過與主權移交有關的法律，包括通過《香港回歸條例》及藉此確認臨時立法會7月1日前在深圳作出的決定。
- 解放軍駐港部隊的四千人部隊飛抵香港。
- 10時，香港特別行政區成立慶典在香港會議展覽中心新翼舉行，應邀出席的喜賓逾4,600名[12]:3。首先由中共中央總書記兼中國國家主席江澤民發表講話，重申「一國兩制」、「港人治港」和「高度自治」將維持50年不變；繼由行政長官發表就職演辭[12]:3。儀式中，香港賣地所得之土地基金移交給香港特別行政區政府[26]；儀式結束後，還有盛大的文藝表演，其中一項演出節目是世界首演的交響曲1997《天地人》[12]:3。
- 11时50分，李鹏及部分代表团成员从香港返抵北京。
- 15时50分，江泽民率中央代表团返抵北京。
- 16時，中國國務院總理李鵬在北京人民大會堂的招待會上致辭。香港會議展覽中心新翼再度熱鬧起，約5,000名各國顯要和中外貴賓出席香港特別行政區政府招待酒會，冠蓋雲集[12]:3。
- 18時，香港、中國大陸和國際名流在香港體育館進行節目表演。
- 19時，北京工人體育場開始大型藝術展覽。
- 20時，在維港進行煙花表演[27]。

除官方儀式外，香港本地團體和社區組織也舉行各式各樣活動，其中包括煙花匯演、電視綜合表演、海港花艇燈飾巡遊、文藝表演和各式宴會:3。

## 軼事

### 防務交接
《基本法》規定，中华人民共和国中央人民政府（國務院）負責管理香港特別行政區防務。中國人民解放軍駐香港部隊由1997年7月1日0時起，正式進駐香港，負責其防務工作:9。1997年6月30日，509名先遣士兵由熊自仁少將率領，在晚上9時進入香港:4。中國人民解放軍沿海、陸、空三路正式進駐香港，軍車經過市區道路抵達各軍營。中英兩國的軍隊在威爾斯親王軍營舉行一個防務交接儀式；7月1日0時，所有軍營均升起中华人民共和国国旗（五星红旗），象徵着防務責任正式移交駐港解放軍:4。解放軍駐香港部隊由海、陸、空三軍組成，體現中華人民共和國對香港特別行政區海、陸、空主權，並由中央軍事委員會領導；駐香港部隊分別派駐香港特別行政區內14處軍事用地，也有一些屬駐香港部隊海、陸、空三軍部隊人員留駐內地:9。軍艦則在7月1日的早上從深圳媽灣碼頭經過維多利亞港等香港水域到達昂船洲海軍基地。7月1日上午6時，由海、陸、空三軍部隊組成的駐軍主體部隊進駐香港的14個軍營:4。解放軍以中環添馬艦威爾斯親王大廈作為駐港總部，並接收了原駐港英軍的各項軍事設施。

### 查理斯王子
2005年，英国《星期日郵報》透露了查理斯王子的日記中，將交接儀式形容成「完美的中國外賣」，並說中國官員像是「一群令人震驚的老蠟像」。在另一份报道的摘录中，查尔斯王子描述這場仪式是一场“苏联风”表演，并将中國領導人江泽民的演講稱為“宣传”，在精選的段落疾呼「對黨忠誠」。他还嘲笑解放軍在儀式中的正步，並稱他乘不列顛尼亞號離港時受到中國軍艦密切關注。根據克拉伦斯府的说法，只有11份相關備忘錄被分发給親朋好友。

## 註解
1. ↑  當中，英方直接派出包括黑衛士兵團在內的駐港英軍，而中方派出特設的三軍儀仗隊

## 外部鏈接
- China News Digest global timeline of the handover Archive.today的存檔，存档日期2013-04-14
- 1997香港回归直播 （页面存档备份，存于）. 中国中央电视台.